# Томек у країні кенгуру
«Томек у країні кенгуру» (пол. Tomek w krainie kangurów) — перша книга циклу романів Альфреда Шклярського про Томека Вільмовського. Вперше книга була опублікована в 1957 році Wydawnictwa Śląsk і згодом перевидавалася кілька разів.

## Сюжет
Йде 1902 рік. 14-річний Томек Вільмовський, учень варшавської гімназії, син революціонера, вихований дядьками, ненавидить царський режим і вважає себе «польським бунтарем». Його життя змінюється, коли він зустрічає мандрівника Яна Смуґу, з яким вирушає до Австралії на пошуки батька та пригод.
На кораблі Томек знайомиться зі старшиною Новицьким, у якого вчиться стріляти. У Порт-Саїді ворожка пророкує йому друга, який ніколи не заговорить. Пророцтво частково збувається, коли Томек рятує Смуґу, вбивши бенгальського тигра.
В Австралії Томек бере участь у полюванні, рятує життя юної Саллі Аллан, завойовуючи її захоплення і її собаку, гібрид динго, що виконує другу частину пророцтва. Він також допомагає золотошукачам, ризикуючи власним життям, за що отримує від них подяку.